# Hollenbach
Hollenbach ist eine Gemeinde im schwäbischen Landkreis Aichach-Friedberg.

## Geographie

### Geographische Lage
Die Gemeinde Hollebach befindet sich im Städtedreieck München – Augsburg – Ingolstadt und ist Teil des Wittelsbacher Landes. Der höchste Punkt der Gemeinde liegt westlich von Schönbach in der Nähe des Fernmeldeturms mit 540 m ü. NHN und der tiefste am Krebsbach (Paar) östlich von Motzenhofen mit 445 m ü. NHN.

### Gemeindegliederung
Es gibt 7 Gemeindeteile (in Klammern ist der Siedlungstyp angegeben):
- Hollenbach (Pfarrdorf)
- Igenhausen (Pfarrdorf)
- Hirschbach (Weiler)
- Sankt Georg (Einöde)
- Mainbach (Kirchdorf)
- Motzenhofen (Dorf)
- Schönbach (Kirchdorf)

Es gibt die Gemarkungen Hollenbach, Igenhausen, Mainbach, Motzenhofen und Schönbach.

### Nachbargemeinden
- Affing
- Aichach
- Aindling
- Inchenhofen
- Petersdorf
- Pöttmes

## Geschichte

### Bis zur Gemeindegründung
Hollenbach wurde erstmals in einer Schenkung Kaiser Heinrichs II. vor 1024 urkundlich erwähnt. Etwa in der Zeit von 1130 und 1194 werden Angehörige eines Adelsgeschlechts de Holenpach/Holenbach/Holmbach genannt. Sie waren vermutlich Anhänger der Wittelsbacher. Hollenbach gehörte zum Rentamt München und zum Landgericht Aichach des Kurfürstentums Bayern. Im Zuge der Verwaltungsreformen in Bayern entstand mit dem Gemeindeedikt von 1818 die gleichnamige Vorgängergemeinde.

### Gemeindefusion
Die heutige Gemeinde Hollenbach entstand am 1. Januar 1971 durch Zusammenlegung der Gemeinden Igenhausen, Mainbach, Motzenhofen und Schönbach mit der Gemeinde Hollenbach.

### Einwohnerentwicklung
| Jahr      | 1961 | 1970 | 1987 | 1991 | 1995 | 2000 | 2005 | 2010 | 2015 | 2020 |
| --------- | ---- | ---- | ---- | ---- | ---- | ---- | ---- | ---- | ---- | ---- |
| Einwohner | 1443 | 1681 | 1996 | 2113 | 2216 | 2303 | 2376 | 2328 | 2402 | 2431 |

Zwischen 1988 und 2019 wuchs die Gemeinde von 2056 auf 2401 um 345 Einwohner bzw. um 16,8 %.

## Politik

### Bürgermeister
Erster Bürgermeister ist seit 1. Mai 2014 Xaver Ziegler (CSU/Freie Wählergemeinschaft-Bürgerwille 90-Aktive Bürger); dieser wurde als einziger Bewerber bei der Wahl am 15. März 2020 mit 97,9 % im Amt bestätigt. Die Wahlbeteiligung betrug 69,2 %.

### Gemeinderat
Der Gemeinderat setzt sich aus dem Ersten Bürgermeister und 14 Gemeinderäten zusammen. Bei der Kommunalwahl am 15. März 2020 legten CSU, Freie Wählergemeinschaft, Bürgerwille 90 und Aktive Bürger eine gemeinsame Bewerberliste vor, die in der Amtszeit 2020 bis 2026 damit alle 14 Sitze im Gemeinderat innehat.
| Parteien und Wählergemeinschaften             | 2020  | 2020  |
| Parteien und Wählergemeinschaften             | %     | Sitze |
| --------------------------------------------- | ----- | ----- |
| CSU/Freie Wähler/Bürgerwille 90/Aktive Bürger | 99,5  | 14    |
| Ohne Wahlvorschlag                            | 0,5   | 0     |
| Gesamt                                        | 100,0 | 14    |
| Wahlbeteiligung in %                          | 68,9  | 68,9  |

### Gemeindefinanzen
Die Steuereinnahmen der Gemeinde betrugen 2020 insgesamt 2.625.000 Euro, davon waren 658.000 Euro Gewerbesteuern (netto) und 1.527.000 Euro Anteil an der Einkommensteuer.

### Wappen
| Wappen von Hollenbach | Blasonierung: „Zweimal geteilt von Rot, Silber und Blau; 1: schräg gekreuzt ein silbernes Schwert und ein silberner Schlüssel; 2 und 3: drei zwei zu eins gestellte Ringe in verwechselten Farben.“ |
| Wappen von Hollenbach | Wappenbegründung: Die Farben Rot und Silber sind dem Zisterzienserbalken entnommen und erinnern an die jahrhundertelange Verbindung des Ortes zum Zisterzienserkloster Fürstenfeld. Bischof Hartmann von Augsburg übertrug dem Kloster alle Rechte über die Hollenbacher Pfarrkirche dem Kloster, die bis zur Säkularisation dort verblieb. Die Kirche von Hollenbach ist den beiden Aposteln Petrus und Paulus geweiht. Ihre Attribute, das Schwert und der Schlüssel, weisen im Gemeindewappen darauf hin. Die drei Ringe sind dem Siegelbild der Herren von Hügenhausen entnommen, die bis zum 14. Jahrhundert im Gemeindeteil Igenhausen nachweisbar sind. Die Farben Blau und Silber erinnern an die Landesherrschaft der Wittelsbacher im Gemeindegebiet. Dieses Wappen wird seit 1982 geführt. |

### Gemeindepartnerschaften
Seit 1991 verbindet Hollenbach mit der französischen Gemeinde Contest eine Partnerschaft.

## Wirtschaft und Infrastruktur

### Wirtschaft einschließlich Land- und Forstwirtschaft
Nach der amtlichen Statistik gab es 2020 in der Gemeinde 701 sozialversicherungspflichtige Arbeitsplätze. Von der Wohnbevölkerung standen 1095 Personen in einer versicherungspflichtigen Beschäftigung. Die Auspendler waren damit um 394 mehr als die Einpendler. 32 Einwohner waren arbeitslos.
Im verarbeitenden Gewerbe gab es zwei, im Bauhauptgewerbe vier Betriebe.
Größter Arbeitgeber ist die Haimer GmbH mit Hauptsitz im Ortsteil Igenhausen. 
2016 bestanden 49 landwirtschaftliche Betriebe. Von der Gemeindefläche waren 1639 ha landwirtschaftlich genutzt, davon 1352 ha Ackerfläche und 258 ha Dauergrünfläche.

### Bildung
Im Jahr 2021 gab es folgende Einrichtungen:
- Eine Kindertagesstätte mit 100 Plätzen und 95 Kindern, davon 15 unter drei Jahren
- Grundschule Hollenbach mit vier Lehrkräften und 89 Schülern[12]
- Mittelschule Hollenbach mit elf Lehrkräften und 86 Schülern[13]

### Telekommunikation

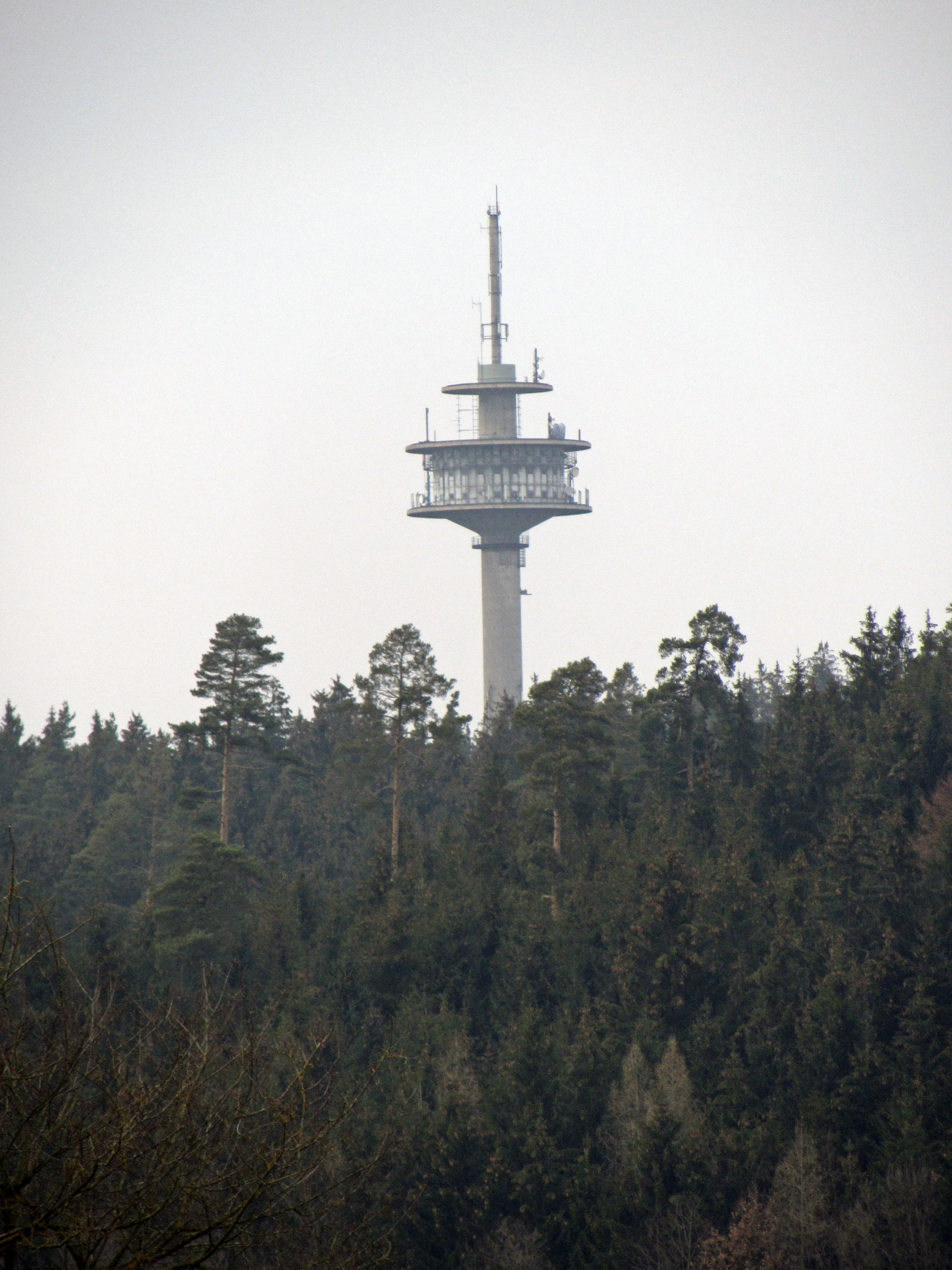
Fernmeldeturm bei Schönbach

- 115 Meter hoher Fernmeldeturm aus Stahlbeton vom Typ FMT 2 in Hollenbach-Schönbach (48° 29′ 15,5″ N, 11° 1′ 39″ O).

## Persönlichkeiten
- Joseph Gambihler (1801–1847), Lehrer und Publizist, wurde in Igenhausen geboren.
- Der Fußballspieler Christoph Burkhard (* 1984) spielte von 1995 bis 1997 beim TSV Hollenbach.